# V per Vendetta
V per Vendetta (V for Vendetta) è un film del 2005 diretto da James McTeigue. Il film è tratto dal romanzo a fumetti V for Vendetta, scritto da Alan Moore e illustrato da David Lloyd, prodotto e adattato per il grande schermo da Andy e Larry Wachowski.
La storia è ambientata in un Regno Unito distopico, divenuto una società totalitaria e militarizzata, governata da un regime repressivo simile a quello del romanzo 1984 di George Orwell, guidato dall'Alto Cancelliere Adam Sutler. Vi si oppone un misterioso individuo, V, un rivoluzionario, etichettato "complottista e terrorista" con il volto sempre coperto da una maschera di Guy Fawkes.
L'uscita del film, originariamente prevista per il 4 novembre 2005, fu posticipata per motivi di produzione al 18 marzo 2006. Il creatore del graphic novel Alan Moore, come nel caso di altre trasposizioni cinematografiche di sue opere (La vera storia di Jack lo squartatore - From Hell, La leggenda degli uomini straordinari, Constantine e Watchmen), si è totalmente dissociato dalla produzione, ritenendosi molto deluso dal risultato finale della pellicola. Il disegnatore di V for Vendetta, David Lloyd, si è invece dichiarato soddisfatto del film.
V for Vendetta è visto da molti gruppi politici come un'allegoria dell'oppressione da parte dei governi; libertari e anarchici lo hanno spesso usato per promuovere le proprie idee politiche. La maschera è stata utilizzata anche in scioperi con cortei di destra e primavere arabe. David Lloyd a questo proposito dichiarò che: «La maschera di Guy Fawkes ora è diventata un marchio collettivo e un'espressione conveniente da usare nelle proteste contro la tirannia - e io sono felice che le persone la usino, sembra abbastanza unico che un'icona della cultura popolare sia usata in questa maniera».

## Trama
(V durante il discorso televisivo)
Fra il 2005 e il 2015 il Regno Unito e gran parte del resto del mondo hanno attraversato una fase bellica e un periodo sociopolitico instabile, con proteste civili che sfociavano spesso in guerriglie urbane. Nel 2015 un partito nazionalista, il Fuoco Norreno, è riuscito a ottenere un largo consenso, utilizzando la paura come catalizzatore, organizzando attentati biologici (attribuiti a ipotetici "terroristi"), vincendo le elezioni politiche con successo; Adam Sutler si è fatto nominare Alto Cancelliere, instaurando un regime dittatoriale e totalitario, che perseguita gli oppositori politici e le minoranze (musulmani, ebrei, neri, omosessuali, ecc.).
Altri membri importanti del partito sono Peter Creedy, a capo della polizia segreta, che ambisce però a diventare il nuovo dittatore; Lewis Prothero, influente anchorman soprannominato "la Voce di Londra"; Dascombe, caporedattore della più importante emittente televisiva del Paese, e infine Eric Finch, ispettore capo della polizia di Londra, che, seppur membro di Fuoco Norreno da ventisette anni, non ne condivide pienamente i metodi. Nel 2019 la Gran Bretagna è dunque stabilmente governata da un regime repressivo che tiene sotto scacco l'opinione pubblica e la vita degli individui grazie al controllo assoluto sui mass media e ad una polizia segreta. Il risultato finale è la pace civile in cambio della perdita delle libertà individuali. La società decide di accettare questo compromesso.
Poco tempo dopo, tuttavia, il sistema viene turbato dalle azioni di un misterioso uomo di ideologia anarchica, che si presenta solo con il nominativo di V. Egli si cela dietro la sorridente maschera di Guy Fawkes, cospiratore cattolico che nel 1605 cercò di far saltare in aria il parlamento inglese con un attentato sventato all'ultimo (congiura delle polveri).
V si rivela gradualmente come un uomo-cavia fortunatamente sopravvissuto a terrificanti esperimenti biologici condotti nei campi di concentramento prima della guerra civile (che gli hanno conferito intelligenza, forza e agilità fuori dal comune), rimanendo però con il corpo orribilmente ustionato in seguito a un incendio, apparentemente da lui organizzato per evadere. Tali esperimenti, come lo stesso V rivelerà, erano serviti all'allora Sotto-consigliere Sutler per sviluppare armi biologiche (e i loro antidoti) onde poter fomentare il terrore e lucrare su di esso sia economicamente che politicamente.
Lungo il suo cammino, V si imbatte in Evey Hammond, una ragazza orfana che, per sopravvivere, nasconde il suo odio profondo nei confronti dell'attuale governo (i suoi genitori erano dissidenti e furono assassinati, mentre il fratello morì in un attacco biologico). Il primo incontro di V con Evey avviene nella sera del 4 novembre 2019, quando V salva la ragazza da un tentativo di stupro da parte di tre membri dei Castigatori, la polizia segreta del governo incaricata di "castigare" chi non rispetta il coprifuoco. In questa occasione, V uccide i Castigatori e invita Evey ad assistere a un "concerto". Pochi minuti dopo, al suono delle campane che indicano il passaggio dal 4 al 5 novembre (in memoria della congiura delle polveri di Fawkes), V attiva le cariche da demolizione che aveva piazzato nell'Old Bailey e diffonde, tramite altoparlanti nelle strade, l'Ouverture 1812 di Pëtr Il'ič Čajkovskij.
Lo stesso 5 novembre, V attacca la principale emittente televisiva governativa BTN (British Television Network). Evey, che lavora in questo luogo, viene coinvolta suo malgrado da V nello scontro con la polizia e rimane ferita. V la porta quindi nel suo rifugio, la Galleria delle Ombre (Shadow Gallery), per sottrarla all'arresto. Inizia così il complesso rapporto tra la ragazza e il suo salvatore.
Nel frattempo, il governo incarica l'ispettore capo Eric Finch di scovare il pericoloso terrorista e assicurarlo alla giustizia, anche a seguito di una misteriosa catena di omicidi rivendicati da V. Tuttavia, a poco a poco, il poliziotto capisce che varie cose non quadrano e, indirizzato dagli indizi lasciati da V, arriva vicino a intuire l'inquietante verità riguardo alla presa del potere da parte del Fuoco Norreno. Una volta che Sutler capisce quanto Finch sia vicino alla verità, solleva quest'ultimo dal caso. L'ispettore, tuttavia, rifiuta di arrendersi e comincia a indagare autonomamente, insieme al suo collega Dominic Stone.
Contemporaneamente alle indagini di Finch e Stone, V continua la sua vendetta personale contro coloro che, anni prima, lo avevano rinchiuso e torturato nel campo di concentramento di Larkhill. La sua prima vittima è Lewis Prothero, la "Voce di Londra", ufficiale dell'esercito al tempo di Larkhill (e Comandante del corpo di guardia del campo stesso) che fece strage di innocenti, ucciso da V in casa sua. La sua morte verrà poi giustificata dai media come un attacco cardiaco. La sua seconda vittima è il vescovo pedofilo Anthony Lilliman, prete corrotto al tempo di Larkhill, a cui arriva servendosi di Evey facendola passare per una quattordicenne (di cui il prete, all'inizio riluttante ad avere rapporti con lei in quanto adolescente, seppur fintamente, e perciò "vecchia" per i suoi soliti standard, si è "accontentato" persuaso dall'aspetto e abbigliamento), per entrare nella stanza dove il religioso riceve le bambine, e lo uccide. La terza vittima di V è il medico legale Delia Surridge, dottoressa al tempo di Larkhill grazie ai cui esperimenti V ha ottenuto i poteri che possiede adesso. Costei è l'unica dei tre a cui V concede una morte indolore poiché ella si era pentita di ciò che aveva fatto. Ogni volta che uccide un suo nemico, V lascia una rosa rossa Scarlet Carson sul luogo.
Nel frattempo, Evey riesce a fuggire dal controllo di V e si rifugia in casa del suo amico Gordon Deitrich, conduttore di una popolare trasmissione televisiva. Egli accetta di ospitare la ragazza in casa sua e le mostra una stanza segreta in cui sono contenuti una gran quantità di oggetti proibiti dal partito, come il Corano e un ritratto satirico di Adam Sutler con il corpo della regina Elisabetta II. Gordon, che è inoltre "fuorilegge" essendo omosessuale, viene però arrestato e crudelmente picchiato qualche giorno dopo dai Castigatori, comandati da Creedy, per aver mandato in onda una puntata del suo show in cui prendeva in giro in modo satirico il Cancelliere Sutler. Anche Evey viene apparentemente catturata dai Castigatori e rinchiusa in una cella. La donna verrà tenuta per molti giorni segregata all'interno della ridotta stanza, torturata, costretta a privazioni e in condizioni igieniche pessime per costringerla a rivelare identità e ubicazione di V (in quanto lei viene ormai vista come sua complice). Il suo unico conforto è una lettera scritta su carta igienica e lasciata in un buco del muro da Valerie Page, un'attrice incarcerata perché lesbica e che sembra aver occupato la cella adiacente.
A seguito dell'ennesimo rifiuto della ragazza di rivelare qualcosa, anche sotto minaccia di morte imminente, il suo aguzzino dichiara che è libera e può andarsene. Evey, stupita, imbocca un corridoio che la riporta nella Galleria delle Ombre, dove scopre che il suo torturatore non era altro che V stesso, che voleva renderla una persona più forte caratterialmente e farle comprendere che a volte esistono cose più importanti della propria vita, perché è l'unico modo per avere una speranza di rovesciare lo spietato regime di Sutler. In questa occasione, V confessa alla donna il suo passato a Larkhill e le spiega che tutto ciò che ha passato lei in quegli ultimi giorni lo ha passato anche lui allora. Le rivela inoltre che la lettera che lei aveva trovato era stata scritta dalla vera Valerie, sua vicina di cella al tempo di Larkhill, e la informa con rammarico della morte di Gordon. Ottenuta la prova che Evey non lo tradirà, V la lascia andare, con la promessa di rivederla prima del fatidico giorno.
Finalmente giunge il 5 novembre 2020; a un anno dalla sua prima e clamorosa azione dimostrativa, V è pronto per il suo atto finale: la distruzione del Parlamento, simbolo supremo del marcio che si è insediato nel Paese, lanciando un treno carico di esplosivi sotto al palazzo. Nel frattempo, nelle case di tutta Londra vengono spedite delle maschere di Guy Fawkes. L'ispettore Finch, ormai consapevole di quello che il regime ha fatto, capisce che tutto sta andando secondo i piani di V: nel caos che si sta verificando, i rappresentanti del governo risponderanno, ovviamente, con la violenza, ma questo darà solo al popolo la spinta necessaria per ribellarsi. Nel frattempo, Evey prova a convincere V a lanciare subito il treno per poi scappare con lei, ma lui, nonostante i forti sentimenti che prova per la ragazza, non accetta perché il paese non sarà mai libero fintanto che Sutler e Creedy saranno vivi, quindi si dirige al luogo dell'incontro, in cui Creedy, sotto il suo ricatto, ha tradito e portato l'Alto Cancelliere. Il piano ha successo e V riesce a far uccidere Sutler per poi, subito dopo, uccidere egli stesso Creedy e i suoi uomini. Ora sia il dittatore che colui che ne avrebbe preso il posto sono morti, ma purtroppo V è rimasto gravemente ferito nello scontro quindi, tornato indietro, dichiara il suo amore a Evey e muore tra le sue braccia, vittorioso e con la speranza di non essere mai dimenticato.
La ragazza, dopo avere dato l'addio al suo mentore, si prepara ad azionare il treno imbottito di esplosivo diretto verso il Parlamento, con il cadavere di V posizionato al suo interno, come in una tomba. L'ispettore Eric Finch giunge sul posto prima che Evey azioni la leva ma non la ostacola, comprendendo l'importanza del gesto che ella sta per compiere. Quella notte tutta Londra si mobilita e indossa la maschera di Guy Fawkes. Allo scoccare della mezzanotte, Evey aziona il treno e invita l'ispettore ad assistere al tutto da sopra un tetto.
L'esercito, in assenza di ordini, rimane passivo così il popolo prende pacificamente il controllo della zona e, mentre il Parlamento esplode tra i fuochi d'artificio, i cittadini, che avevano rinunciato simbolicamente alla loro identità indossando le maschere di V, riacquistano la propria individualità levandosele. Tra la folla mascherata sono presenti non solo cittadini, ma anche membri dell'équipe del governo ormai caduto e, simbolicamente, le vittime delle violenze di quegli anni: Valerie, la sua compagna Ruth, Gordon e una bambina uccisa crudelmente da un castigatore durante i disordini dei giorni prima. Evey, alla domanda di Finch circa l'identità di V, risponde «Era Edmond Dantès. Ed era mio padre e mia madre, mio fratello, un mio amico, era Lei, ero io, era tutti noi». Da quel momento, V verrà ricordato per sempre come l'eroe che restituì la libertà fisica e spirituale al popolo inglese, insieme alla loro identità e individualità.

## Produzione

Simbolo del partito creato da Adam Sutler, il Fuoco Norreno.

Il film è il frutto dell'impegno di molti cineasti che già avevano dato alla luce la trilogia di Matrix. Nel 1988, il produttore Joel Silver acquistò i diritti di due opere della DC Comics di Alan Moore: V for Vendetta e Watchmen. Andy e Larry Wachowski erano grandi fan di V for Vendetta e a metà degli anni novanta, prima di lavorare alla pellicola Matrix, scrissero una sceneggiatura che seguiva abbastanza fedelmente il fumetto. Durante la postproduzione del terzo film della trilogia di Matrix, i fratelli Wachowski revisionarono la sceneggiatura e offrirono il ruolo di regista a James McTeigue e a Pedro Esteves.
Tutti trovarono che il testo originale si adattava bene alla contingente situazione politica internazionale. Alan Moore, come in altri casi di adattamenti cinematografici di sue opere (From Hell, La Lega degli Straordinari Gentlemen), si è detto molto deluso dal risultato finale. Egli interruppe per questo la sua collaborazione con la DC Comics dopo che la Warner Bros. (partner della DC) non riuscì a ritirare il nome di Moore dall'operazione. Per volontà dell'autore, quindi, il suo nome non compare nei titoli.
Al contrario David Lloyd, illustratore del fumetto e assiduo collaboratore di Moore, sostenne la lavorazione del film e si dichiarò soddisfatto della sceneggiatura. James Purefoy abbandonò il cast, venendo sostituito da Hugo Weaving, per le difficoltà incontrate nell'interpretare il ruolo di V: si sentiva frustrato nel dover indossare una maschera per tutto il tempo. Natalie Portman fu invece scelta al posto di Scarlett Johansson e in alternativa a Bryce Dallas Howard.

### Riprese
V per Vendetta è stato girato in due luoghi precisi: Londra, nel Regno Unito, e Potsdam, in Germania, negli studi Babelsberg. Gran parte della pellicola è stata filmata in teatri di posa e set al coperto. Berlino è stata utilizzata per girare i flashback del raduno del Norsefire e degli avvenimenti di Larkhill, oltre che per filmare la scena nella camera da letto del vescovo James Lilliman. Le scene ambientate nella metropolitana in disuso di Londra sono state invece girate nelle gallerie sotterranee in disuso di Aldwych. Per filmare la scena finale a Westminster, l'area da Trafalgar Square e Whitehall fino al Parlamento e il Big Ben ha dovuto essere chiusa per tre notti a partire da mezzanotte fino alle 5 del mattino. Le riprese della pellicola sono iniziate ai primi del marzo 2005 e sono terminate agli inizi del giugno dello stesso anno.
Durante il film appaiono alcuni spezzoni di immagini video che fanno riferimento agli attentati di Londra del 2005, per altro avvenuti durante le riprese del film. La pellicola è inoltre dedicata alla memoria di Adrian Biddle, direttore della fotografia morto a causa di un attacco cardiaco pochi mesi dopo aver contribuito alle riprese del film.

## Personaggi
- Hugo Weaving è V, il misterioso e carismatico personaggio, definito un "terrorista", la cui identità si nasconde dietro una maschera di Guy Fawkes: originariamente la parte di V doveva essere dell'attore James Purefoy, ma quest'ultimo lasciò il set sei settimane dopo l'inizio delle riprese a causa della sua frustrazione per il fatto di dovere indossare una maschera per tutta la durata del film. Venne così sostituito da Hugo Weaving, che aveva già lavorato con Joel Silver e Andy e Larry Wachowski come l'agente Smith della trilogia di Matrix. Quando Purefoy lasciò il set del film e Weaving prese il suo posto, quest'ultimo dichiarò: «Come è iniziato? Mi hanno chiamato improvvisamente per sostituire James Purefoy che non riusciva a calarsi nel ruolo. Ho letto tutto il copione molto velocemente e ho accettato. Una volta arrivato a Berlino dove stavano girando ho doppiato qualche scena già girata, e ora eccomi qui[9].». V è un ex uomo-cavia e prigioniero del regime, ma la sua vera identità è completamente sconosciuta, difatti è un personaggio simbolico che raffigura un'idea e può incarnare chiunque, e quello che lui è sotto la maschera (ovvero quello che era un tempo) non rappresenta più la vera identità del personaggio. V si toglie la maschera solo davanti a Delia Surridge, nel fumetto, ma di lui non viene mostrato nulla allo spettatore. Egli non considera "V" il suo nome, poiché dice: "Non ho un nome. Puoi chiamarmi V". L'unica spiegazione fornita riguardo al passato di V è il diario di Delia Surridge, che V lascia aperto per il "Dito" (la polizia segreta del Norsefire) e che viene trovato dopo che lui l'ha uccisa. L'Ispettore Finch, capo del dipartimento di polizia (e del "Naso") di Londra e uno dei più potenti funzionari del Fuoco Norreno, legge il diario. In seguito egli nota che sono state strappate alcune pagine, che forse lasciavano indizi sul passato di V. Nel diario, Delia Surridge constatava che non c'era nulla di strano in lui, nessuna anomalia cellulare. Evey nel fumetto sospetta che sia suo padre, ma ciò si rivelerà falso. Alcuni fans pensarono si trattasse di Valerie, la detenuta omosessuale della quale Evey legge la storia nella sua finta cella, ma, come verrà detto poi, Valerie era reclusa nella camera 4 e morì prima dell'"incidente" a Larkhill. Nel film si notano leggermente le fattezze dell'attore Hugo Weaving in alcune scene, in cui il volto sfigurato di V appare camuffato o in penombra. Il corpo di V, avvolto dalle fiamme, viene mostrato nel flashback di Larkhill, così come, interpretato da comparse, il vero volto del misterioso giustiziere, da giovane, potrebbe essere uno di quelli dei detenuti del campo, mostrati sempre nei flashback.
- Natalie Portman è Evey Hammond, coprotagonista del film, una ragazza orfana che odia a morte il partito di Adam Sutler: Il regista James McTeigue ha incontrato per la prima volta la Portman sul set di Star Wars: Episodio II - L'attacco dei cloni, dove ha lavorato con lei come assistente alla regia. Nella sua preparazione per il ruolo, la Portman ha lavorato con la dialettologa Barbara Berkery al fine di sviluppare un maggiore accento inglese. Natalie Portman è stata la persona che ha ricevuto il compenso più alto per il suo ruolo.
- Stephen Rea è l'ispettore capo Eric Finch, responsabile delle indagini per la cattura del terrorista V: Stephen Rea non è estraneo alla politica e al terrorismo, visto che una volta era portavoce del Sinn Fein e sposato con Dolours Price, ex membro del Provisional Irish Republican Army (RIRA).
- John Hurt è l'Alto Cancelliere Adam Sutler, leader del partito politico Fuoco Norreno (in originale Norsefire) che comanda in modo dispotico l'Inghilterra. All'inizio Hurt era contrario al recitare in un altro film sul dispotismo: nel 1984 aveva infatti interpretato il ruolo di Winston Smith nel film Orwell 1984, terza trasposizione cinematografica del romanzo 1984 di George Orwell[10]. Il regista è poi riuscito a convincerlo a prendere parte al film.
- Stephen Fry è Gordon Deitrich, conduttore televisivo omosessuale amico di Evey Hammond. Quando a Fry è stato chiesto in un'intervista se gli piacesse il suo ruolo nel film, egli ha risposto «Essere picchiato! Non ero mai stato picchiato in un film prima ed ero molto eccitato all'idea di essere bastonato a morte!».
- Tim Pigott-Smith è Peter Creedy, il capo della polizia segreta del regime e antagonista principale del film.
- Rupert Graves è il sergente Dominic Stone, luogotenente dell'ispettore Finch nelle indagini per la cattura di V.
- Natasha Wightman è Valerie Page, una degli "indesiderabili della società" (poiché lesbica), incarcerata nel campo di Larkhill (come V). Valerie da giovane nei flashback della sua infanzia è invece interpretata da Imogen Poots.
- Roger Allam è Lewis Prothero, influente anchorman soprannominato La Voce di Londra. È il portavoce del governo di Norsefire e ne è un affiliato lui stesso. Era il comandante della struttura di Larkhill. Alcuni critici e commentatori hanno visto il suo personaggio come una parodia dark di alcuni "sapientoni" della Destra Americana come Bill O'Reilly, Morton Downey Jr., Alex Jones e Rush Limbaugh.
- John Standing è Anthony James Lilliman, un vescovo corrotto e pedofilo, che era stato a Larkhill. Per quanto riguarda il suo ruolo di Lilliman, ha commentato «Ho apprezzato molto il mio ruolo di Lilliman [...] perché è un po' comico e assolutamente atroce. Bello da fare.»
- Sinéad Cusack è Delia Surridge, ex medico responsabile per gli esperimenti condotti a Larkhill. Surridge è l'unica vittima di V a cui egli concede una morte indolore, poiché ella si era pentita per ciò che aveva fatto a Larkhill.

## Promozione
(Slogan promozionale del film)

### Colonna sonora
La composizione e la direzione della colonna sonora del film è opera per intero del compositore italiano Dario Marianelli. Ci sono poi due tracce musicali all'interno della pellicola, integrate con la colonna sonora, non accreditate a Marianelli: l'Ouverture 1812 di Pëtr Il'ič Čajkovskij e la quinta sinfonia di Beethoven. Ecco l'elenco delle canzoni utilizzate da Marianelli come tracce sonore:
1. The Beginning... At Last (Black Label Society)
2. Cry Me a River (Julie London)
3. The Girl from Ipanema (Stan Getz, Astrud Gilberto e João Gilberto)
4. The Duel
5. Love Theme and End TItle
6. Corcovado (Stan Getz, Astrud Gilberto e João Gilberto)
7. Quiet Nights of Quiet Stars (Stan Getz, Astrud Gilberto e João Gilberto)
8. Yakety Sax (Boots Randolph e James Rich)
9. I Found a Reason (Cat Power)
10. Long Black Train (Richard Hawley)
11. Bird Girl (Antony and the Johnsons)
12. Street Fighting Man (Rolling Stones)
13. Bkab (Ethan Stoller)
14. Out of Sight (Spiritualized)

## Distribuzione
L'uscita del film, originariamente prevista per il 4 novembre 2005, in concomitanza con il quattrocentesimo anniversario della congiura delle polveri, è stata posticipata al 17 marzo 2006; tale data era valida per sei mercati mondiali tra cui quello nordamericano e quello italiano. Le anteprime del film si sono invece tenute al Butt-Numb-A-Thon Festival l'11 dicembre 2005 e al Festival internazionale del cinema di Berlino il successivo 13 febbraio.

### Edizioni home video
V per Vendetta è stato distribuito in DVD negli Stati Uniti il 1º agosto 2006 in tre formati: un disco singolo in versione wide screen, un disco singolo a tutto schermo e due dischi wide screen in edizione speciale. Le vendite home video del film hanno avuto un notevole successo, vendendo oltre un milione di DVD nella prima settimana di disponibilità, tradotti in $27.683.818 milioni di dollari di entrate. Entro la fine del 2006 sono stati venduti in totale tre milioni di DVD, portando i guadagni a $58.342.597 milioni, poco più del costo di produzione del film. La versione a disco singolo del DVD contiene un breve dietro le quinte, della durata di 15:56 minuti, dal titolo Libertà! Sempre! Esecuzione di V per Vendetta, mentre i due dischi in edizione speciale contengono tre ulteriori documentari e diverse funzioni extra per i collezionisti. Nel secondo disco dell'edizione speciale può essere visualizzato una breve clip easter egg, selezionando l'immagine delle ali nella seconda pagina del menu, di Natalie Portman al Saturday Night Live. Il film è stato anche commercializzato in formato HD DVD ad alta definizione. La Warner Bros. ha poi prodotto e distribuito il film in Blu-Ray il 20 maggio 2008. La pellicola è infine uscita anche in formato UMD per PSP Sony.

## Accoglienza

### Incassi

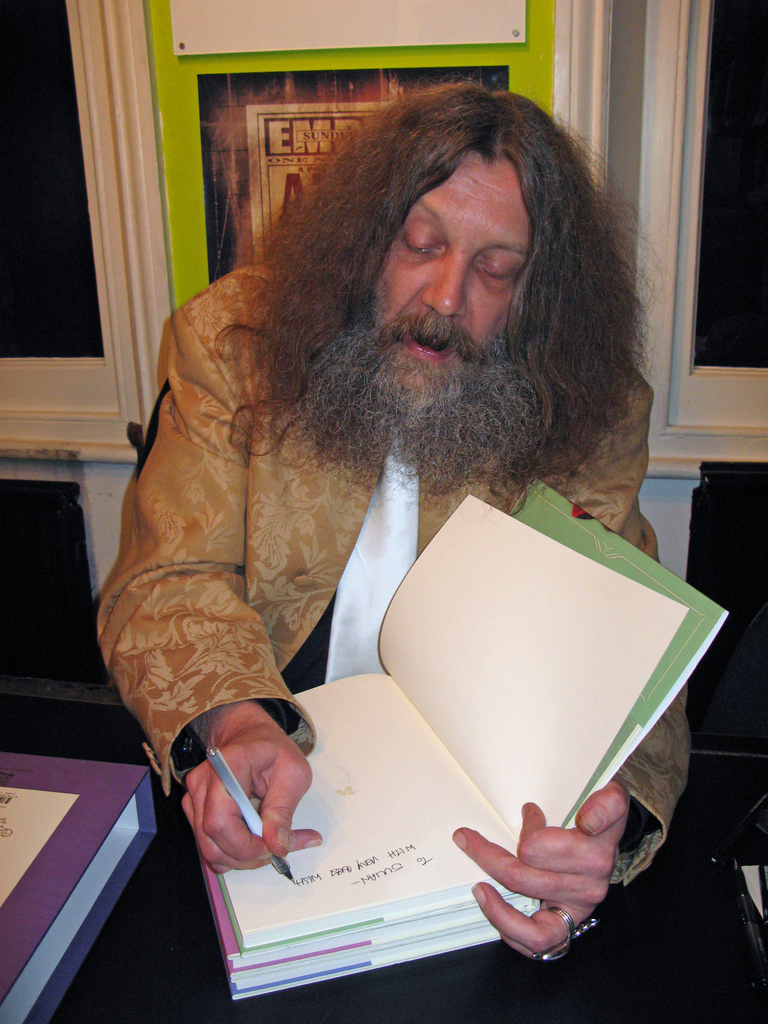
Alan Moore, l'autore del graphic novel V for Vendetta

A fronte di un budget di $ 54 milioni, V per Vendetta ha incassato 70511035 $ in Nord America e 62000000 $ nel resto del mondo, per un incasso complessivo di 132511035 $ e $ 78 milioni di profitti circa.
Nella prima settimana di distribuzione il film ha incassato ai botteghini statunitensi circa 25642340 $, di cui oltre $ 8 milioni solo durante la prima giornata di programmazione. La pellicola, inoltre, ha guadagnato $ 1.36 milioni nei primi tre giorni di programmazione dai 56 cinema IMAX nordamericani.

### Critica
Il film ha ricevuto giudizi generalmente positivi da parte della critica. Sul sito Rotten Tomatoes il film riporta un punteggio del 73% alla base di 256 recensioni professionali con un voto di 6.90/10. Il sito Metacritic riporta invece un punteggio di 62 su 100 su 39 recensioni, mentre CinemaScore gli ha assegnato una "B+" su una scala che va da F ad A+.

## Riconoscimenti
- 2006 - Satellite Award

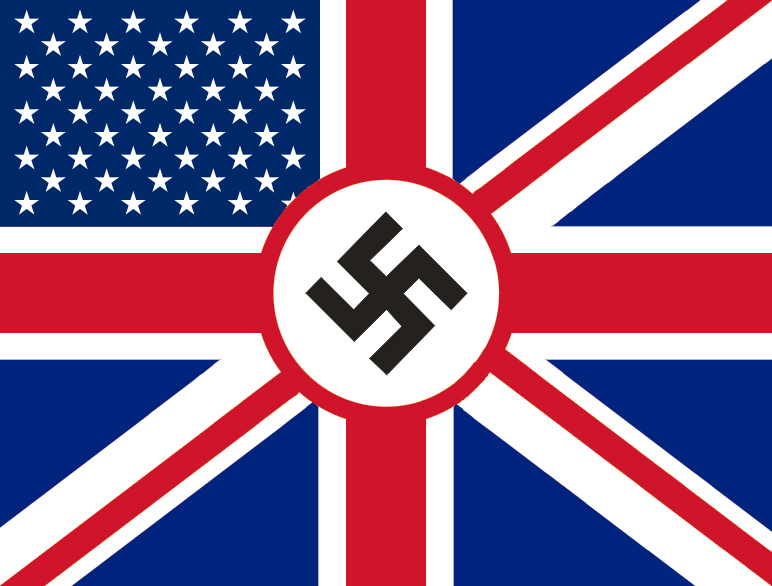
Nel film, uno degli oggetti proibiti nel sotterraneo segreto di Gordon è un manifesto di protesta con le bandiere degli Stati Uniti e del Regno Unito mescolate assieme con la svastica e il titolo "Coalition of the Willing, To Power". Si tratta presumibilmente di un riferimento alla vera "Coalizione dei volenterosi" (Coalition of the willing) che fu formata per la Guerra dell'Iraq.

  - Candidatura come migliore scenografia a Owen Paterson, Marco Bittner Rosser, Sarah Horton, Sebastian T. Krawinkel e Stephan O. Gessler
  - Candidatura come migliori effetti visivi a Dan Glass
- 2007 - Saturn Award
  - Migliore attrice a Natalie Portman
  - Candidatura come miglior film di fantascienza
  - Candidatura come migliore sceneggiatura a Larry e Andy Wachowski
  - Candidatura come migliori costumi a Sammy Sheldon
- 2006 - Chicago Film Critics Association Awards
  - Candidatura come Regista più promettente a James McTeigue
- 2007 - GLAAD Media Awards
  - Candidatura come miglior film della grande distribuzione
- 2007 - Premio Hugo
  - Candidatura come miglior rappresentazione drammatica (forma lunga) a Larry e Andy Wachowski, David Lloyd e James McTeigue
- 2006 - San Diego Film Critics Society Awards
  - Miglior scenografia a Owen Paterson
- 2006 - Scream Award
  - Miglior film di fantascienza
  - Candidatura come Regina dello schermo a Natalie Portman
- 2006 - Teen Choice Awards
  - Candidatura come miglior film d'azione/avventura
  - Candidatura come miglior attrice di film d'azione/avventura a Natalie Portman
- 2007 - Visual Effects Society
  - Candidatura come migliori modelli e miniature a José Granell e Nigel Stone
- 2006 - AACTA Award
  - Candidatura come migliore attore internazionale a Hugo Weaving
- 2006 - Golden Trailer Awards
  - Candidatura come miglior film d'azione
- 2008 - Science Fiction and Fantasy Writers of America
  - Candidatura come miglior sceneggiatura a Larry e Andy Wachowski
- 2007 - SFX Awards
  - Miglior attrice a Natalie Portman
- 2007 - Art Directors Guild
  - Candidatura come miglior scenografia per un film fantasy a Owen Paterson, Kevin Phipps, Sarah Horton, Sebastian T. Krawinkel, Stephen Bream, Marco Bittner Rosser, Stephan Gessler O., Cornelia Ott e Christian Schaefer
- 2006 - Brothers Manaki International Film Festival
  - Premio speciale alla carriera per Adrian Biddle
- 2007 - Costume Designers Guild Awards
  - Candidatura come migliori costumi in un film fantasy a Sammy Sheldon
- 2006 - Golden Schmoes Awards
  - Miglior attrice protagonista a Natalie Portman
  - Miglior poster
  - Candidatura come miglior film
  - Candidatura come miglior film di fantascienza
  - Candidatura come personaggio più cool (V)
  - Candidatura come scena più memorabile (Distruzione del Parlamento)
  - Candidatura come miglior scena (La gente non dovrebbe avere paure del loro governo. I governi dovrebbero avere paura della loro gente)
  - Candidatura come miglior scena (Ecco! In vista, un umile veterano del vaudevillian si fuse vicariamente sia come vittima che come cattivo...)
- 2006 - International Film Music Critics Award
  - Candidatura come Colonna sonora dell'anno a Dario Marianelli
- 2006 - St. Louis Film Critics Association
  - Candidatura come migliori effetti speciali
- 2006 - Stinkers Bad Movie Awards
  - Candidatura come peggior acconciature a Natalie Portman

## Influenze culturali
La maschera di V viene spesso utilizzata durante le manifestazioni di protesta come simbolo di rivolta contro il potere costituito.